# Кам'янська сільська рада (Арцизький район)
Кам'янська сільська́ ра́да — колишня адміністративно-територіальна одиниця та орган місцевого самоврядування в Арцизькому районі Одеської області. Адміністративний центр — село Кам'янське.

## Загальні відомості
Кам'янська сільська рада утворена в 1961 році.
- Територія ради: 73,85 км²
- Населення ради: 2 739 осіб (станом на 2001 рік)

## Населені пункти
Сільській раді були підпорядковані населені пункти:
- с. Кам'янське

## Населення
Згідно з переписом 1989 року населення села становило 3240 осіб, з яких 1427 чоловіків та 1813 жінок.
За переписом населення 2001 року в селі мешкали 2673 особи.

### Мова
Розподіл населення за рідною мовою за даними перепису 2001 року:
| Мова       | Відсоток |
| ---------- | -------- |
| українська | 44,8 %   |
| російська  | 29,46 %  |
| молдовська | 23,04 %  |
| болгарська | 2,26 %   |
| гагаузька  | 0,22 %   |
| білоруська | 0,04 %   |
| вірменська | 0,04 %   |

## Склад ради
Рада складалася з 16 депутатів та голови.
- Голова ради: Рибак Ольга Степанівна
- Секретар ради: Челпан Людмила Миколаївна

### Керівний склад попередніх скликань
| Прізвище, ім'я, по батькові | Основні відомості                                                                       | Дата обрання | Дата звільнення |
| --------------------------- | --------------------------------------------------------------------------------------- | ------------ | --------------- |
| Рибак Ольга Степанівна      | Сільський голова, 1970 року народження, освіта вища, член Соціалістичної партії України | 26.03.2006   | 31.10.2010      |
| Рибак Ольга Степанівна      | Сільський голова, 1970 року народження, освіта вища, член Партії регіонів               | 31.10.2010   |                 |

Примітка: таблиця складена за даними сайту Верховної Ради України

### Депутати
За результатами місцевих виборів 2010 року депутатами ради стали:

#### За суб'єктами висування
| Суб'єкт висування | Кількість обраних депутатів | %  |
| ----------------- | --------------------------- | -- |
| Партія регіонів   | 8                           | 50 |
| Самовисування     | 8                           | 50 |

#### За округами
| № округу        | Прізвище, ім'я, по батькові       | Дата визнання обраним | Освіта  | Партійна приналежність                  | Відомості про обраного депутата                                                |
| --------------- | --------------------------------- | --------------------- | ------- | --------------------------------------- | ------------------------------------------------------------------------------ |
| Партія регіонів |                                   |                       |         |                                         |                                                                                |
| 1               | Бею Юрій Іванович                 | 03.11.2010            | вища    | член Партії регіонів                    | загальноосвітня школа І-ІІІ ст. с. Кам'янське, практичний психолог             |
| 3               | Бушулян Анатолій Павлович         | 03.11.2010            | середня | член Партії регіонів                    | приватне підприємство «Агрофірма Росія-Юг», керуючий тваринницьким відділенням |
| 5               | Гордієнко Алла Семенівна          | 03.11.2010            | вища    | член Партії регіонів                    | загальноосвітня школа І-ІІІ ст. с. Кам'янське, вчитель                         |
| 6               | Делібазогло Станіслав Миколайович | 03.11.2010            | середня | член Партії регіонів                    | тимчасово не працює                                                            |
| 12              | Садчук Олексій Давидович          | 03.11.2010            | середня | член Партії регіонів                    | пенсіонер                                                                      |
| 13              | Статов Іван Тимофійович           | 03.11.2010            | середня | член Партії регіонів                    | пенсіонер                                                                      |
| 14              | Статова Світлана Михайлівна       | 03.11.2010            | середня | член Партії регіонів                    | приватний підприємець                                                          |
| 16              | Челпан Людмила Миколаївна         | 03.11.2010            | вища    | член Партії регіонів                    | Кам'янська сільська рада, секретар                                             |
| Самовисування   |                                   |                       |         |                                         |                                                                                |
| 2               | Бондаренко Ніна Степанівна        | 03.11.2010            | середня | член Політичної партії «Фронт Змін»     | пенсіонер                                                                      |
| 4               | Гамурарь Наталія Варфоломеївна    | 03.11.2010            | середня | член Партії регіонів                    | тимчасово не працює                                                            |
| 7               | Думбрава Василь Опанасович        | 03.11.2010            | середня | член Партії регіонів                    | пенсіонер                                                                      |
| 8               | Іскрова Марія Дмитрівна           | 03.11.2010            | середня | член Партії регіонів                    | пенсіонер                                                                      |
| 9               | Максименко Світлана Георгіївна    | 03.11.2010            | вища    | член Політичної партії «Сильна Україна» | Кам'янський будинок культури, художній керівник                                |
| 10              | Райлян Юлія Михайлівна            | 03.11.2010            | середня | член Партії регіонів                    | Загальноосвітня школа І-ІІІ ст. с. Кам'янське, медсестра                       |
| 11              | Садчук Олексій Іванович           | 03.11.2010            | середня | член Партії регіонів                    | приватне підприємство «Агрофірма Росія-Юг», керуючій відділенням № 1           |
| 15              | Чебан Тетяна Михайлівна           | 03.11.2010            | вища    | позапартійна                            | Кам'янська сільська амбулаторія, лікар                                         |